# Armand Peugeot
(Armand Peugeot, 5 gennaio 1892)
Armand Peugeot (Hérimoncourt, 18 giugno 1849 – Neuilly-sur-Seine, 2 gennaio 1915) è stato un imprenditore francese, fondatore della casa automobilistica Peugeot.

## Biografia

### Formazione e carriera professionale
Figlio di Émile Peugeot e Wilhelmine Ehrmann, Armand Peugeot era il discendente di una dinastia di industriali attivi nella metallurgia e nella creazione di fonderie, dai tempi del regno di Napoleone I.
Trasferitosi per studio ed apprendistato in Inghilterra, a Leeds, nel 1871, Armand ebbe modo di studiare i metodi di lavorazione dell'acciaio applicati oltremanica. Si convinse anche del possibile futuro sviluppo del nascente settore automobilistico. Rientrò in Francia nel momento in cui un nuovo mezzo di locomozione, la bicicletta, stava cominciando lentamente a diffondersi nel paese. Armand Peugeot riuscì a convincere la famiglia dei possibili sbocchi economici derivanti dalla bicicletta e diede la spinta decisiva affinché l'azienda di famiglia, fino a quel momento dedita alla fabbricazione di utensileria varia, decidesse di ampliare la sua produzione nel settore delle biciclette. Nella fabbrica di Beaulieu/Mandeure si arrivò a produrre annualmente diverse migliaia di biciclette, fino a raggiungere, nel 1890 la cifra di 30.000 pezzi annui.
Poco tempo dopo l'avvio della produzione di biciclette, Armand Peugeot cominciò a pensare ad un mezzo motorizzato, che permettesse all'utente di spostarsi senza dover utilizzare la forza muscolare. Nel 1886 Peugeot contattò la famiglia Bollée per avere notizie sui veicoli a vapore da essi realizzati. Poco più tardi, Armand contattò anche Léon Serpollet, accordandosi con questi per la produzione di una vettura con propulsione a vapore. Nel 1889, all'Esposizione universale di Parigi, Armand Peugeot e Léon Serpollet presentarono la loro vettura, un triciclo a vapore dotato di uno speciale dispositivo di evaporazione istantanea ideato l'anno prima dallo stesso Serpollet. Il triciclo, che riscosse uno scarso successo, fu in seguito denominato Peugeot Type 1.
Peugeot aveva visto molti limiti nei motori a vapore, ed ebbe modo di stringere contatti con Gottlieb Daimler e Wilhelm Maybach proprio in occasione dell'esposizione di Parigi. I due tedeschi, pionieri dell'automobile, avevano ideato da tempo un motore a scoppio quando ancora lavoravano presso l'azienda di Nikolaus August Otto. Dopo mille difficoltà erano anche riusciti a montare questo motore in una carrozza, dando luogo alla prima vettura a quattro ruote della storia, mossa da un motore a quattro tempi. Armand, attratto dalle caratteristiche di leggerezza e limitato ingombro del motore di Daimler e Maybach, decise di affrancarsi dalla propulsione a vapore per dedicarsi ai motori a scoppio. In particolare, decise di utilizzare motori Daimler per le sue autovetture, ma dato che non aveva ancora molta esperienza nella produzione su licenza di tale motore, dovette stringere accordi per acquistarli dal rappresentante di Daimler in Francia, Émile Levassor. Nel 1891 nacque la Peugeot Type 2, prima Peugeot con motore a scoppio. Da lì in poi la produzione si sarebbe diversificata in vari modelli. Peugeot vedeva nelle dimostrazioni su strada e nelle gare un ottimo mezzo pubblicitario per i suoi veicoli, perciò, nel 1894, fece partecipare la nuova Type 3 alla Parigi-Rouen, considerata la prima gara automobilistica di sempre. La sua vettura riuscì ad aggiudicarsi il primo premio. 
Nel 1895 Peugeot riuscì a conseguire la laurea in ingegneria. Nel tempo, Peugeot entrò in conflitto con il resto della famiglia, per nulla fiduciosa negli sbocchi economici dell'automobile. Nel 1897 vi fu la scissione: da una parte, Eugène Peugeot, cugino di Armand, continuò con la produzione di utensili e biciclette, mentre dall'altra, Armand Peugeot fondò la Société des Automobiles Peugeot, dedita unicamente alla produzione automobilistica. Cominciarono anche ad essere prodotti i primi motori Peugeot, che resero autonoma l'azienda francese.
Nonostante la scissione familiare, Armand Peugeot non si sentì mai veramente in conflitto con gli altri membri della famiglia; quando Eugène Peugeot decise finalmente di dedicarsi anch'egli alla produzione automobilistica, fondando la Lion-Peugeot, Armand non lo ostacolò, ma anzi decise di spostare la sua produzione su modelli di fascia alta, mentre il neonato marchio di Eugène Peugeot si sarebbe dedicato a vetture di fascia bassa. Con la morte di Eugène, avvenuta nel 1907, cominciò un processo di avvicinamento tra i due marchi fratelli che sfociò nella definitiva riconciliazione tra Armand Peugeot e i figli di Eugène, che nel frattempo avevano assunto la direzione della Lion-Peugeot.
Armand Peugeot morì il 2 gennaio 1915 a Neuilly-sur-Seine. Fu sepolto a Parigi nel cimitero di Père-Lachaise.

### Vita privata
Nel 1872 Armand Peugeot sposò Sophie Leonie Fallot (1852-1930), dalla quale ebbe cinque figli: il primogenito Raymond, nato nel 1873, morirà nel 1886 per un'infezione conseguente ad un'operazione alle tonsille e degenerata in meningite. La secondogenita, Élisabeth, nata nel 1882, morirà anch'essa in seguito a febbre tifoide contratta nel 1896 e dovuta all'ingestione di ostriche avariate. Le altre figlie, tutte femmine, erano Madeleine, nata nel 1887, Germaine, nata nel 1889, e Marie-Anne, nata nel 1890.